# Deutsche Zeppelin-Reederei (2001)
Die Deutsche Zeppelin-Reederei (kurz DZR) ist eine deutsche Fluggesellschaft mit Sitz in Friedrichshafen und Basis auf dem Flughafen Friedrichshafen.

## Geschichte

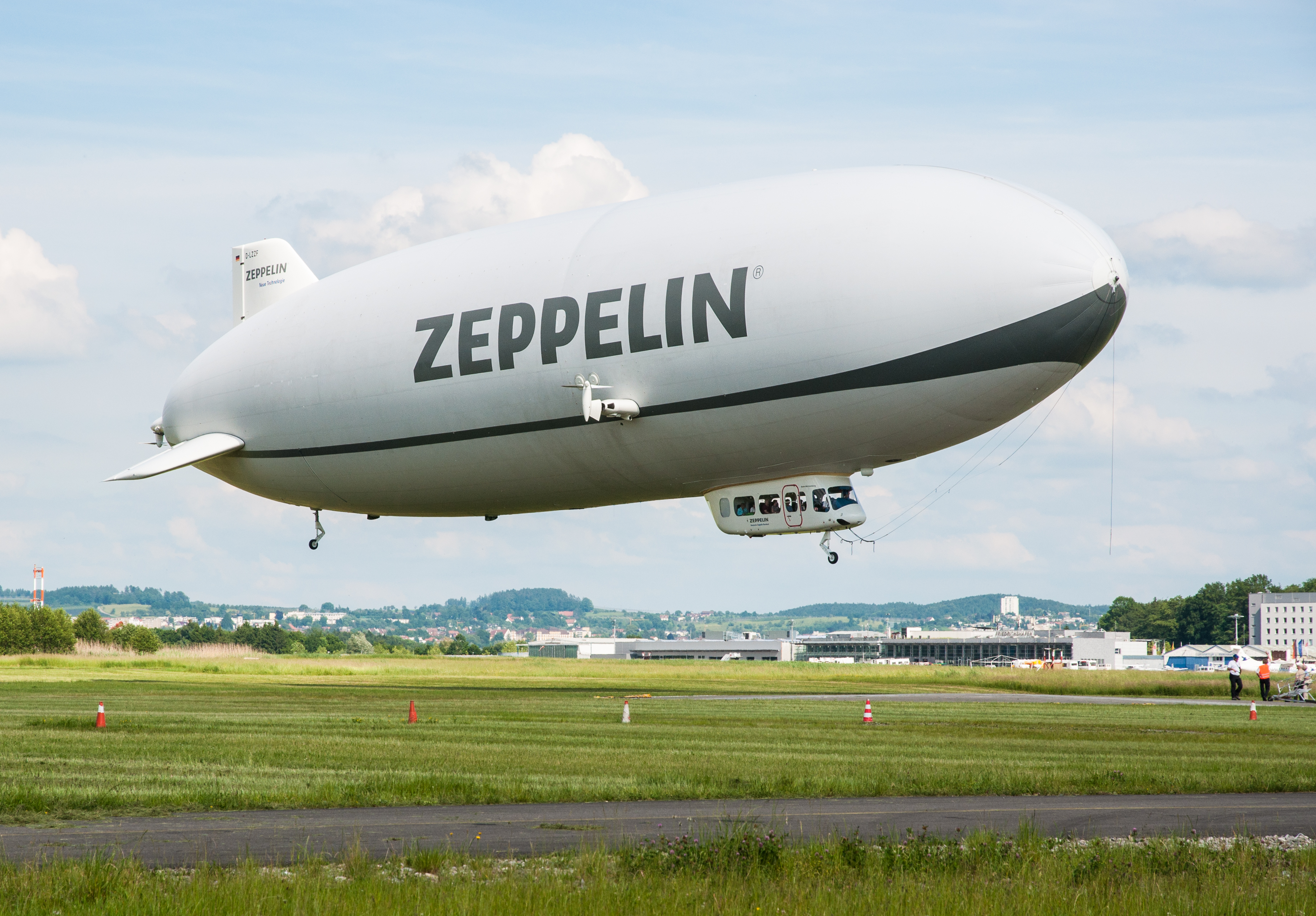
Zeppelin NT am Flughafen Friedrichshafen

Die Deutsche Zeppelin-Reederei wurde im Januar 2001 gegründet und ist eine 100-prozentige Tochtergesellschaft der Zeppelin Luftschifftechnik GmbH, für die sie unter anderem den Betrieb der Luftschiffe, vergleichbar einer Fluggesellschaft im konventionellen Flugverkehr, übernimmt.
Eine Firma unter dem Namen „Deutsche Zeppelin-Reederei“ wurde somit nach 1935 zum zweiten Mal gegründet. Damals wurde die Deutsche Zeppelin-Reederei von der Luftschiffbau Zeppelin mit staatlicher Beteiligung als Fahrgesellschaft für Zeppelin-Luftschiffe ins Leben gerufen.
Im Geschäftsjahr 2006 erzielte die DZR erstmals ein ausgeglichenes Betriebsergebnis.

## Dienstleistungen

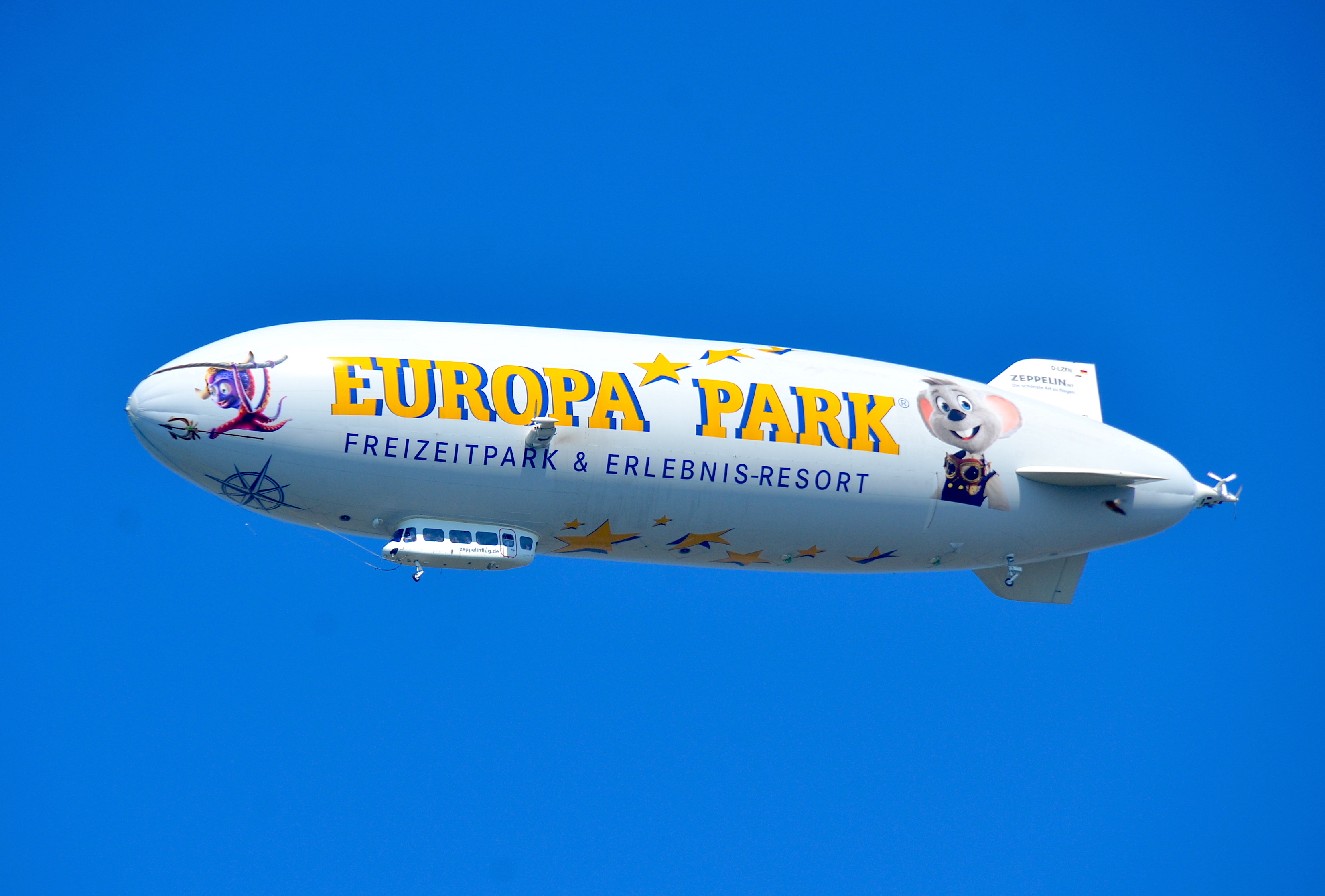
Zeppelin NT der DZR mit Werbung für den Europa-Park in Rust.

Die Deutsche Zeppelin-Reederei führt in erster Linie Passagierflüge über dem Bodensee sowie zu ausgewählten Terminen über München, dem Rheinland und Frankfurt am Main durch. Außerdem vermarktet sie auch die überdimensionalen Werbeflächen (jeweils ca. 2.000 m²) der Zeppeline. Die Reederei ist ein Kompetenz- und Servicezentrum für den gesamten Flugbetrieb und weltweit die einzige anerkannte Ausbildungsstätte für Zeppelin-Piloten.